# Francis Place
Francis Place (3 de noviembre de 1771 - 1 de enero de 1854) fue un activista social y reformista inglés. 

## Primeros años de carrera
Place trabajaba como sastre,  y fue un radical durante el siglo XIX, que trabó amistad y acompañó a varias figuras importantes de la época, tales como Joseph Hume, Francis Burdett, y Jeremy Bentham. También colaboró en alentar la fama de John Stuart Mill. Publicó su sorprendente y controvertido libro, Illustrations and Proofs of the Principles of Population, en 1822, siendo ésta su única obra publicada.
En 1794, Place se unió a la London Corresponding Society, un club reformista, y por tres años se dedicó al mismo. Luego de diez años de retiro (1797-1807), durante los cuales estudió cuestiones sociales y económicas, regresó a la política. Trabajó exitosamente en rechazar en 1824 una ley británica que prohibía los sindicatos entre los trabajadores, lo cual desembocaría en la unión de los obreros, aunque pronto se introdujeron restricciones nuevas. Extrañamente, Place calificó a la unión de los trabajadores como un engaño que los obreros olvidarían pronto si realmente deseaban probarlo. Sus creencias son similares a las actuales Liberales.
En 1830, Place colaboró en la campaña de apoyo a Rowland Detrosier, un radical activista perteneciente a la clase obrera que también había preferido distanciarse del socialismo.

## Cartismo en la Moral Force
Sus panfletos, cartas, revista y artículos para periódicos son difusos y poco atractivos en su estilo, pero muy valiosos por la luz que arrojaron sobre la historia social y económica del siglo XIX. Place era también un Cartista de la Moral Force, pero cuando Feargus O'Connor reemplazó a William Lovett como líder no oficial del movimiento, Place dejó de involucrarse en sus actividades.

## Control de natalidad
Luego de 1840 comenzó a organizar una campaña en contra de las tarifas excesivas cobradas como impuestos. La primera organización de control de natalidad nacional fue fundada en Inglaterra en 1877 como resultado de su pensamiento y sus actividades. Exitosamente, logró que Malthus lo apoyase en sus ideas sobre el control de la natalidad (a la cual Malthus se oponía a pesar de su temor de la sobrepoblación). 